# القليتة (مودية)

تعديل مصدري - تعديل

القليتة هي إحدى قرى عزلة مودية بمديرية مودية التابعة لمحافظة أبين، بلغ تعداد سكانها 1711 نسمة حسب تعداد اليمن لعام 2004.